# Microspio microcera
Microspio microcera är en ringmaskart som först beskrevs av Dorsey 1977.  Microspio microcera ingår i släktet Microspio och familjen Spionidae. Inga underarter finns listade i Catalogue of Life.